# Джордже Крстич
Джордже Крстич (серб. Ђорђе Крстић; 19 квітня 1851 — 30 жовтня 1907) — сербський художник-реаліст, академік.

## Біографія
Крстич закінчив освіту в Мюнхені (Німеччина), де розпочав свої ранні роботи під впливом німецького реалізму аж до 1883 року. Деякі значні праці цього раннього періоду включають «Тонучу діву», «Анатоміста» та «Євангеліста». У Сербії Крстич переніс свій стиль живопису з реалістичного тону на більш ідилічний — за допомогою таких картин, як Польовий пейзаж Косова, З околиць Чачка, З Лесковаця, Студениці та Жичі. У свої пізні роки Крстич почав писати ряд іконостасів у Чуругу та Ніші, працюючи з архітектором Михайлом Вальтровичем, серед яких — суперечлива Смерть князя Лазаря.
Крстич намалював понад 50 робіт на основі сербського народного мистецтва та традиційного одягу.